# 列寧格勒-大諾夫哥羅德攻勢

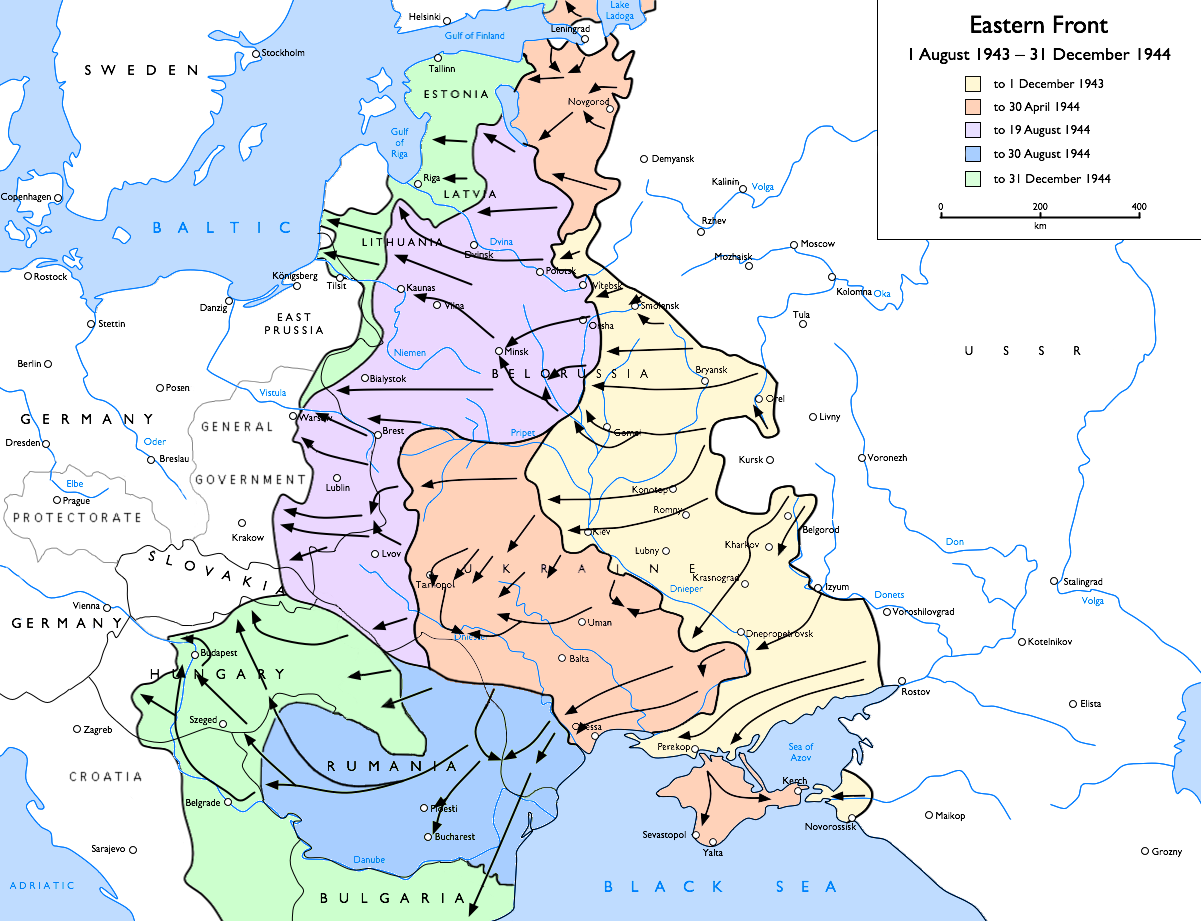
1943年中至1944年底，蘇軍之攻勢

列寧格勒-大諾夫哥羅德攻勢是第二次世界大戰中於1944年1月14日開始蘇聯紅軍對德國北方集團軍之攻勢，攻勢之下半部分是首個月之納爾瓦戰役，參與行動的包括三個方面軍：列寧格勒方面軍、波羅的海沿岸第2方面軍及沃爾庫霍夫方面軍，參戰的蘇軍共擁有822,000人、10,070門火炮、385輛坦克及370架飛機加上波羅的海艦隊。